# Xã Kings River, Quận Madison, Arkansas
Xã Kings River (tiếng Anh: Kings River Township) là một xã thuộc quận Madison, tiểu bang Arkansas, Hoa Kỳ. Năm 2010, dân số của xã này là 769 người.